# Håverud

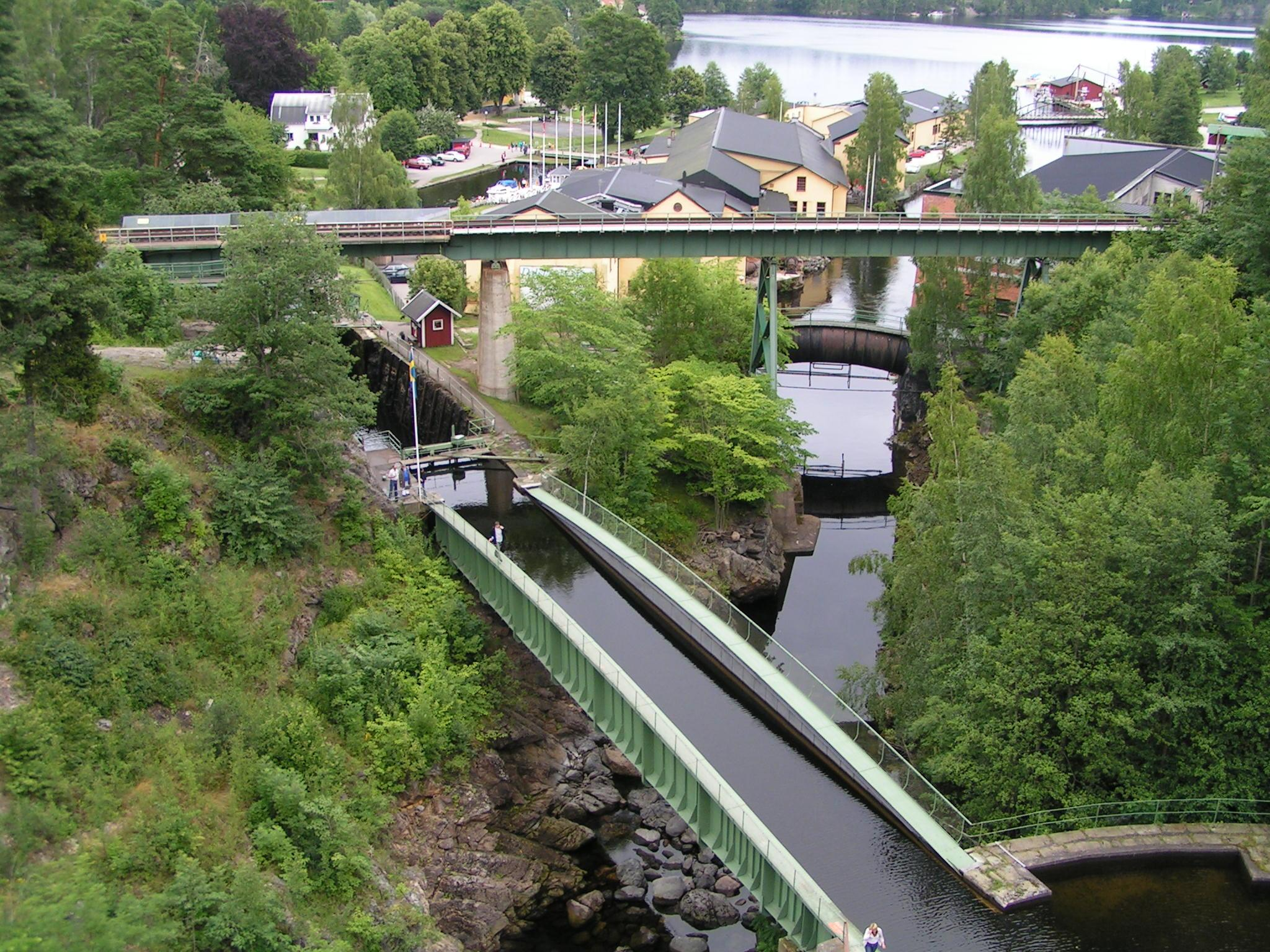
Akvedukten i Håverud

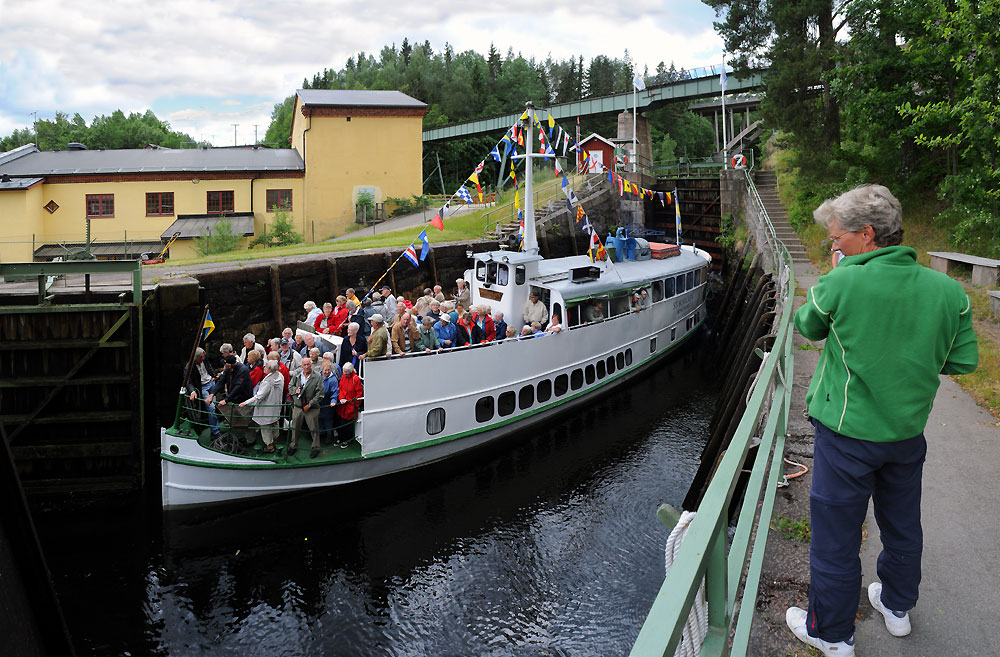
Sluss nedanför akvedukten i Håverud.

Håverud är en småort i Skålleruds socken i Melleruds kommun i Dalsland, som hade 124 invånare 2015. Orten ligger vid Dalslands kanal och dess akvedukt vid Håverud.

## Historia
Akvedukten färdigställdes av Nils Ericson 1868 och över akvedukten går både en landsvägsbro och en järnvägsbro. 
Tre rederier har passagerartrafik som passerar Håverud. Det är M/S Dalslandia, M/S Storholmen och M/S Nils Ericson.
På kanalmuseet i Håverud berättas om barn, kvinnor och män samt deras liv vid älvarna, sjöarna och Dalslands kanal, från 1800-talets jordbruk till dagens pappersbruk. På museet har man byggt upp autentiska miljöer som visar livet under de olika epokerna. 
Järnvägsbron tillhör Dal-Västra Värmlands Järnväg och byggdes klar 1925. Vägbron (Håverudsbron) är från 1987 och ersatte en äldre liknande bro från 1938. Bron fick utmärkelsen "Vackra vägars pris 1992", ett pris från Vägverket för den vackraste nybyggda eller ombyggda vägen .
Håverud fick en egen poststation 11 april 1918, först med stavningen Håfverud. Postinrättningen drogs in 30 januari 1971; därefter var det Mellerud 2 i Åsensbruk som var närmaste postanstalt.

### Befolkningsutveckling
| Befolkningsutvecklingen i Håverud 1960–2015   | Befolkningsutvecklingen i Håverud 1960–2015 | Befolkningsutvecklingen i Håverud 1960–2015 | Befolkningsutvecklingen i Håverud 1960–2015 | Befolkningsutvecklingen i Håverud 1960–2015 |
| --------------------------------------------- | ------------------------------------------- | ------------------------------------------- | ------------------------------------------- | ------------------------------------------- |
|                                               |                                             |                                             |                                             |                                             |
| År                                            |                                             |                                             | Folkmängd                                   | Areal (ha)                                  |
| 1960                                          | 1960                                        |                                             | 398                                         |                                             |
| 1965                                          | 1965                                        |                                             | 304                                         |                                             |
| 1970                                          | 1970                                        |                                             | 353                                         |                                             |
| 1975                                          | 1975                                        |                                             | 377                                         |                                             |
| 1980                                          | 1980                                        |                                             | 374                                         | 62                                          |
| 1990                                          | 1990                                        |                                             | 236                                         | 62                                          |
| 1995                                          | 1995                                        |                                             | 206                                         | 62                                          |
| 2000                                          | 2000                                        |                                             | 163                                         | 59#                                         |
| 2005                                          | 2005                                        |                                             | 150                                         | 59#                                         |
| 2010                                          | 2010                                        |                                             | 141                                         | 59#                                         |
| 2015                                          | 2015                                        |                                             | 124                                         | 43#                                         |
| Anm.: Upphörde som tätort 2000. # Som småort. |                                             |                                             |                                             |                                             |

## Fotogalleri

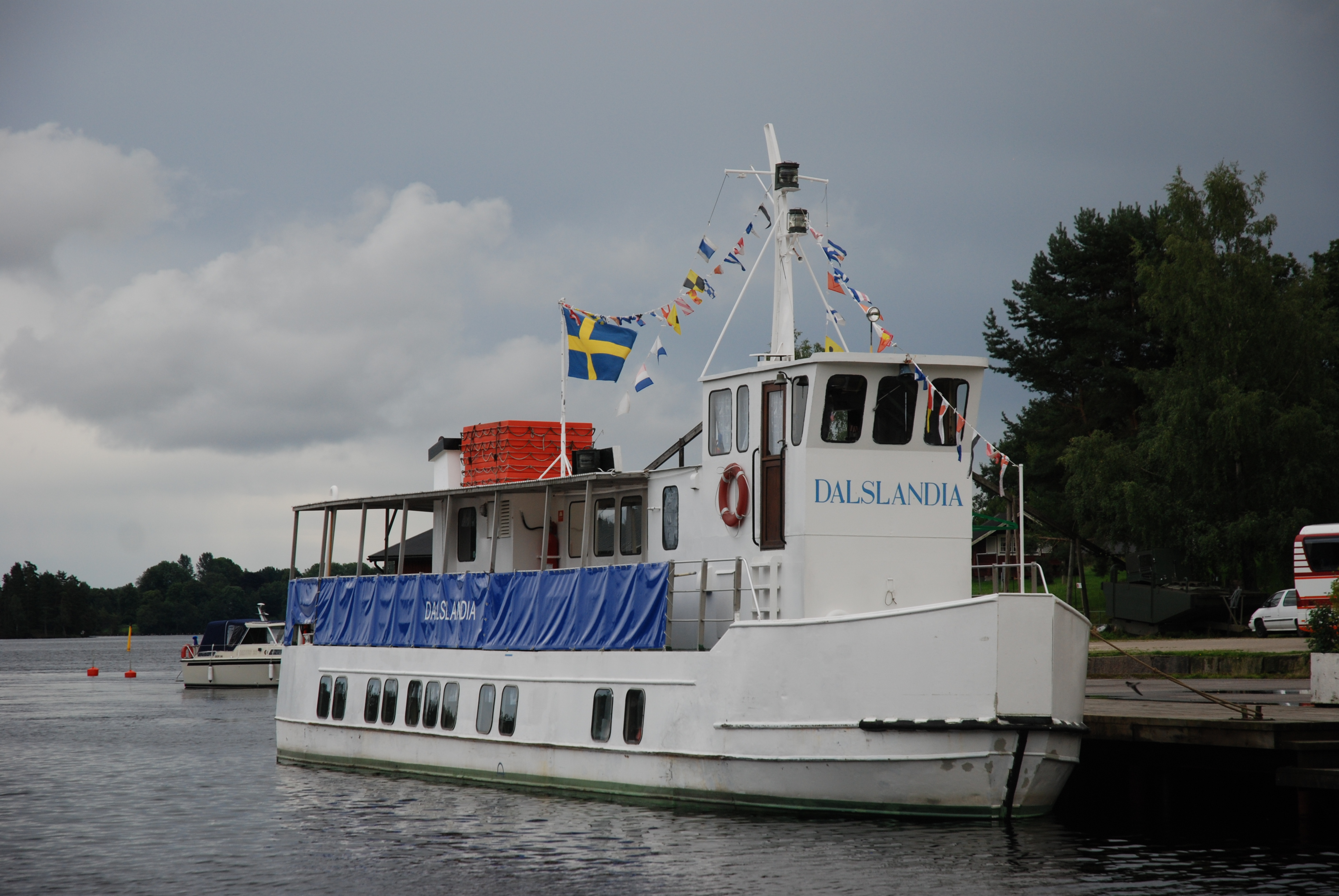
M/S Dalslandia
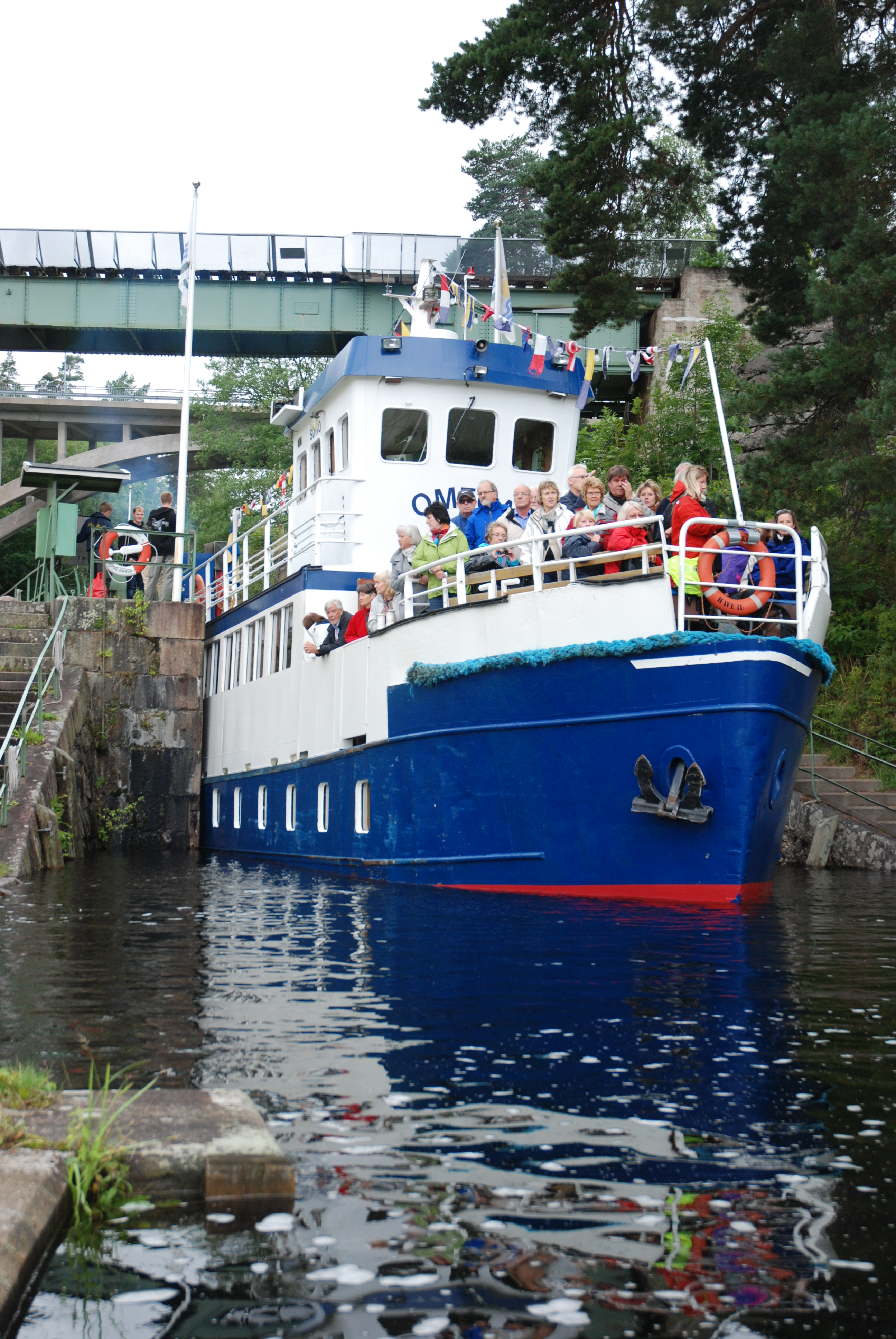
M/S Omega slussas i Håverud
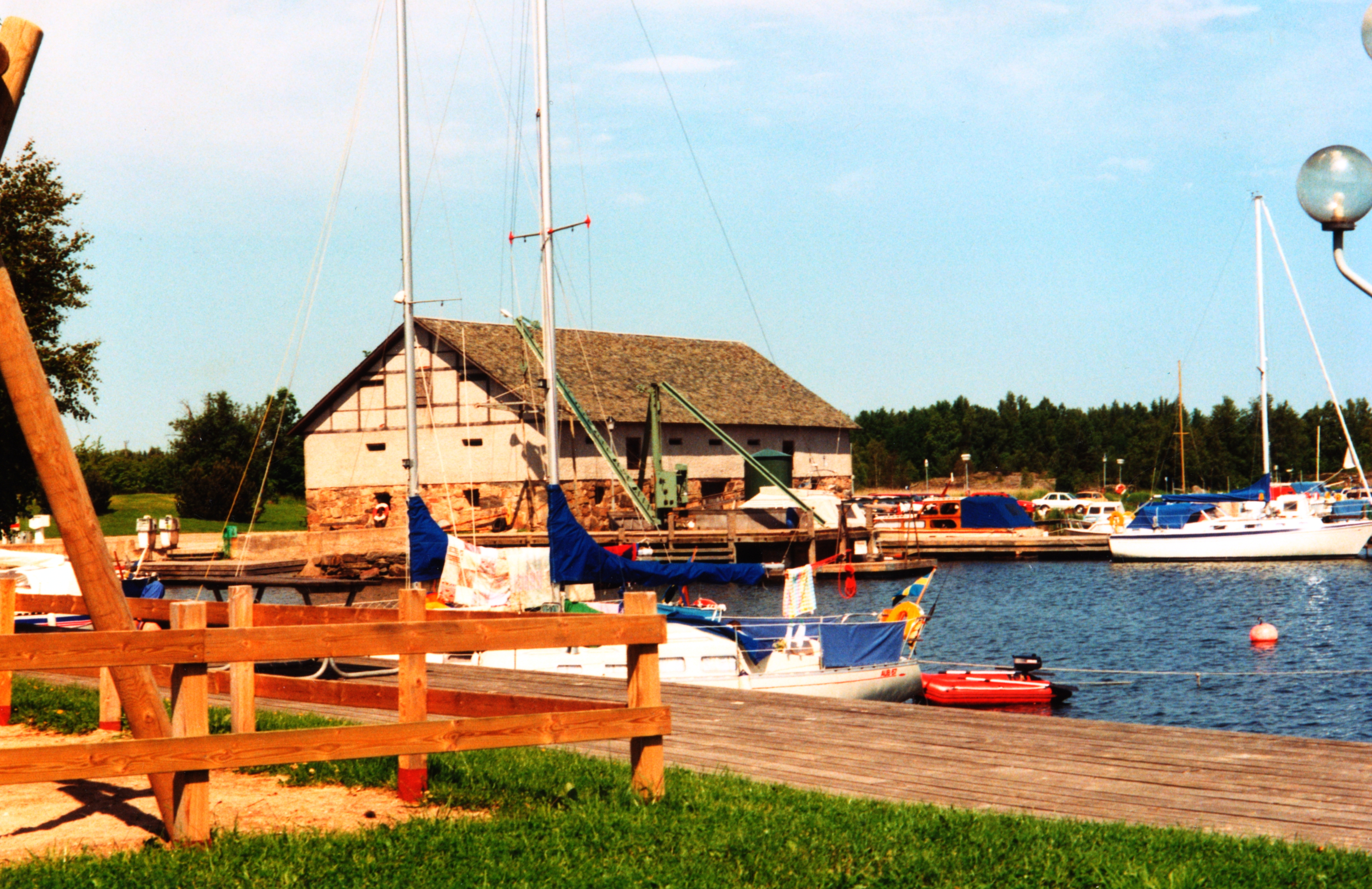
Håverud, nedanför viadukten 1998.